# اتفاقية كليمنصو لويد جورج 1918 (الشرق الأوسط)

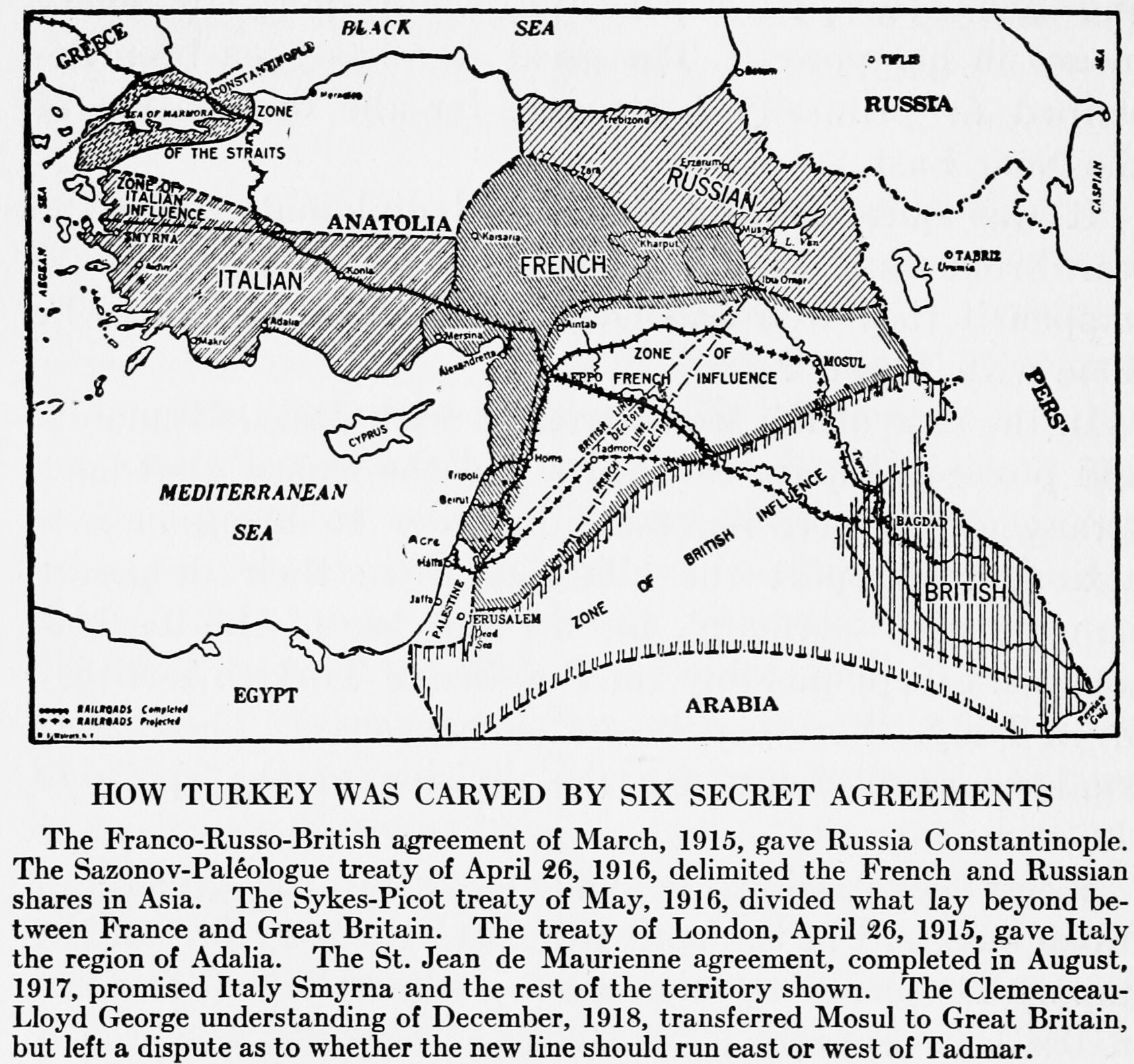
يشير مخطط راي ستانارد بيكر إلى الاتفاقيات السرية الست التي استُخدمت في المفاوضات لتقسيم الإمبراطورية العثمانية، ويشير بالتحديد إلى اتفاق كليمنصو - لويد جورج حول الموصل.

اتفاقية كليمنصو لويد جورج 1918 (الشرق الأوسط)، هي اتفاقية لتعديل اتفاقية سايكس بيكو عُقدت في 1 ديسمبر 1918 بين جورج كليمنصو رئيس الوزراء الفرنسي، وديفيد لويد جورج رئيس الوزراء البريطاني في عام 1918 فيما يتعلق بفلسطين وولاية الموصل، ويُعرف المكون الأخير أيضًا باسم تنازل الموصل، تم الاتفاق في السفارة الفرنسية في لندن.
كان الاتفاق مثيراً للجدل لأنه لم يبدو أن فرنسا حصلت على أي تغييرات جوهرية من بريطانيا مقابل التنازل عن الموصل وفلسطين.
كتب جون جيه ماكتاج الابن: "على الرغم من عدم رسمية هذا الاتفاق، إلا أن لويد جورج وكليمنصو اعتمدا عليه وأصبح أساساً لتشريع المطالبة البريطانية بفلسطين".
تم تأكيد الاتفاق في اجتماع في دوفيل عام 1919.

## أنظر أيضًا
- مشكلة الموصل

## فهرس
- Fitzgerald, Edward Peter. "France's Middle Eastern Ambitions, the Sykes–Picot Negotiations, and the Oil Fields of Mosul." The Journal of Modern History 66.4 (1994): 697–725. جايستور 2125155
- Ranjdar Mohammed Azeez Al-Jaf. British Policy Towards the Government of the Mosul Vilayet, 1916-1926 (PDF) (Thesis). University of Leicester. مؤرشف من الأصل (pdf) في 2019-04-25. اطلع عليه بتاريخ 2023-05-08.
- Paul C. Helmreich (1974). From Paris to Sèvres: the partition of the Ottoman Empire at the Peace Conference of 1919-1920. Ohio State University Press. ISBN:978-0-8142-0170-1. مؤرشف من الأصل في 2023-03-12. اطلع عليه بتاريخ 2023-05-08.